# Lepidosauromorpha
Lepidosauromorpha è un gruppo di rettili comprendente tutti i diapsidi correlati più alle lucertole che agli arcosauri (inclusi i coccodrilli e gli uccelli). L'unico sottogruppo vivente è quello dei lepidosauri, che comprendono lucertole, serpenti, e tuatara.
I Lepidosauromorpha sono distinguibili dagli Archosauromorpha grazie alla loro primitiva andatura tentacolare, che si traduce in un movimento sinusoidale di tronco e coda simile a quello osservabile nei pesci, e alla loro dentatura pleurodonte. In contrasto, gli arcosauromorfi possiedono un'andatura parasagittale, una riduzione della loro guaina dermale, una riduzione o perdita dello sterno e una dentizione più tecodonte.
I lepidosauromorfi hanno mantenuto il sangue freddo principalmente a causa del loro andamento tentacolare a basso consumo energetico.